# تأثرات و بدایع بهرام بیضایی

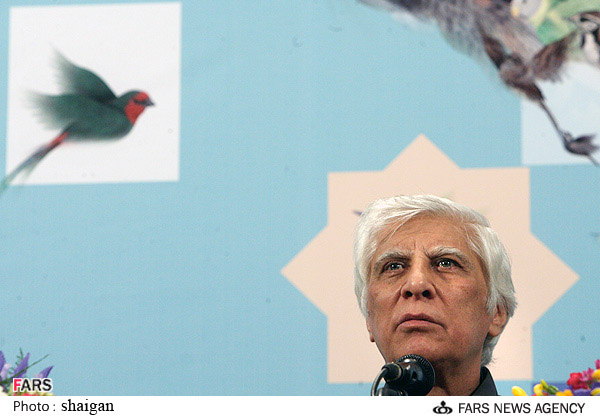
بیضایی در نشستِ خبریِ وقتی همه خوابیم در جشنوارهٔ فیلمِ فجرِ ۱۳۸۷
----
«... در فرهنگ خودمان مشابهی برایش پیدا نمی‌کنم. شاید در هنر و ادبیات فرانسه، ژان کوکتو. بهرام نه تنها در فرهنگ و هنر دوران ما، که در ادوار گذشته هم بیگانه‌ای است بی‌بدیل. در تئاتر و سینما بدعت‌گذار، و در پژوهش و تاریخ‌نگاری، نه تنها روایتگری صاحب سبک، که کاشف ارزش‌های ناشناخته و حتی گمشده فرهنگ ایرانی است... .»
پرویز صیّاد، ۱۳۹۹

نوآوری‌های فکری و فرهنگی و سبک‌های هنریِ بهرام بیضایی (۱۳۱۷) طرفِ توجّهِ فراوان و موضوعِ بحث‌های گوناگونی، اغلب میانِ فارسی‌زبانان، بوده است. به قولِ منصور خلج: «جستجو در ادبیات کهن، شناخت اساطیر، کنجکاوی در شیوه‌های نثر فارسی، مطالعه‌ی تاریخ و شاهنامه همگی تجربیات گرانبهایی شد که پایه و مایه‌ی کار نگارش و نیز نگرش‌های صحنه‌یی و سینمایی بیضایی بر آنها استوار است.»

## در نویسندگی
از جنگِ دوّمِ بین‌الملل به بعد، یعنی دورهٔ پهلویِ دوّم و پس از آن، در ایران روزگارِ اوجِ رونقِ چاپِ حروفی و شکوفاییِ ادبیاتِ فارسی همچون کالایی برای توده‌های خوانا و نویسا و نسبتاً توانگرِ شهری بوده است. هرچند کم‌وبیش هیچ سخنگوی پارسی‌زبانِ قرنِ چهاردهمِ هجریِ خورشیدی در این قرن به آوازهٔ جهانیِ چند پارسی‌گویِ برگزیدهٔ سده‌های چهار تا هشتِ هجریِ خورشیدی (از فردوسی تا حافظ) نرسید، صاحب‌نظرانی بوده‌اند که اواخرِ همین دورهٔ جدید را «درخشان‌ترین دوره تاریخ ادبیات» و شوقِ تئاترش را افزون‌تر از اشتیاق در «منطقه بسیار فرهنگ‌دوست سانفرانسیسکو» شناخته‌اند. بیضایی در چنین روزگاری نوشتن را آغاز کرد − و، چنان که خود گفته، از «نومیدی» و «ناچاری». او در نویسندگی راهِ نیاکانش، ذکایی بیضاییِ شاعر و سخن‌سرایانِ دیگرِ خانوادهٔ بیضایی، را پی‌نگرفت؛ بلکه خطّی دیگر از پیشینهٔ خانوادگی را که تعزیه باشد پژوهید، و از شیوه‌های حماسی و رواییِ آن، چه در تعزیهٔ عامیانه و چه در نوشته‌های دیرین‌تری مانندِ یادگارِ زریران، و نیز از گونه‌های نمایش‌های خنده‌آورِ ایرانی، و همچنین از داستان‌های عامیانه، برای آفرینشِ «شیوه جدیدی» از نمایش با «نگرش فلسفی در فضای تئاتر آئینی» بهره جُست که از نظرِ احسان یارشاطر بیش از نمایشنامه‌های غلامحسین ساعدی نمایندهٔ ذوقِ ادبیِ پارسی و از نظرِ اکبر رادی «۱۸۰ درجه» وارونهٔ بدایعِ ساعدی بوده است: ««بیضایی» خواست در قالب مفاهیم نو به تعزیه جان تازه‌ای بدهد. . . . آنقدر که فرم برای «بیضایی» وسوسه‌انگیز است برای «ساعدی» نیست.» با دگرگونیِ فضای فرهنگی و روزافزونیِ ترجمهٔ ادبی و وارداتِ فیلمِ خارجی در ایرانِ دههٔ ۱۳۳۰، ادبیات و هنرِ دنیا هم شناخته‌تر و بر نمایشنامه‌نویسانِ فارسی‌زبان اثرگذارتر می‌شد. یکی از شگردهای کمابیش نوی بعضِ نویسندگانِ این نسل که در کارِ بیضایی هم غایب نبوده نگارشِ آثارِ داستانی آکنده از دانشِ تاریخیِ بیش از معمول گاه برای منظوری مربوط به تحقیقی فرهنگی بوده است. بهاءالدّین خرّمشاهی «نگاه تاریخی» را در «غالب نمایشنامه‌های بهرام بیضایی» چونان «صورت سیال ذهن و زبانی» دیده که از «ناخودآگاه» ِ هنرمند، اگر «به هنر رسیده باشد»، می‌آید. ولی مفهومِ خام و مجرّدِ «ناخودآگاه» یگانه سرچشمهٔ الهامِ بیضایی نبوده است. با آن که آثارِ مغرب‌زمین دیر به فارسی ترجمه می‌شد و آثارِ مشرق‌زمین تقریباً نمی‌شد، آشناییِ او با جریان‌های روز از نام بردنش از کارهای چهره‌های نوظهوری چون موری شیسگال در دههٔ ۱۳۴۰ پیداست. ویلیام شکسپیر را هم از دههٔ ۱۳۳۰ می‌شناخت و درباره‌اش چیزی هم نوشته بود؛ و کامبوزیا پرتوی از آثارش چنین استنباط می‌کرد که «نوع پرورششان، تربیتشان انگار از شکسپیر شروع شده». فریندخت زاهدی و علیرضا کوشک جلالی به «تأثیر غیرمستقیم» و «تأثیر دوران اول هنری» ِ هنریک ایبسن نیز اشاره کرده‌اند. برتولت برشت و نمایشنامه‌نویسانِ پیشروی فرانسه نیز تأثیرِ وارونه بر کارِ بیضایی داشتند: بیضایی کارشان را نمی‌پسندید. نمایشنامه‌های بیضایی بیشتر بر هنرِ نمایشِ مشرق‌زمین بنیاد شده، یا دستِ کم همان قدر از نمایشِ هندی و چینی و ژاپنی و ایرانی و یونانی و قرونِ وسطایی بار و بهره گرفته که از تئاترِ مدرنِ مغربی، و همچون کارهای علی نصیریان و بر خلافِ کارهای نویسندگانی چون رادی با مفهومِ مدرنِ نمایشنامهٔ اروپایی چندان به تمامی نمی‌خواند و واقع‌گرا نیز نیست، و بیشترِ اوقات تمثیلی نیز. بلکه اغلبْ این کارها را با نمایشنامه‌های سرآغاز و فرجامِ دورهٔ مدرن و نیز روزگارِ «پس از مدرن»، از راهِ نمونه کارهای شکسپیر و ژان ژنه، همانندتر و سازگارتر می‌شمارند، چنان که گاه «شکسپیرِ ایران» لقب داده‌اندش. (گاه بیضایی را با مدرنیست‌هایی چون لوئیجی پیراندلو هم همانند دیده‌اند، که مثلاً هانریِ چهارم‌اش سالِ ۱۳۴۶ به کوششِ بهمن محصّص به فارسی ترجمه شد و بر صحنه رفت.) با این همه، او خود به روشنی گفته که «دغدغهٔ مدرن بودن، مدرن شدن، مدرنیت، پیش‌مدرنیت یا پس‌مدرنیت و غیره» هیچ نداشته است. به نظرِ رضا براهنی «تکیه بیضایی بر دو سنت، سنت ادب کلاسیک و ملی، و سنت تجدد جهانی، و تلفیق این دو در جهان شبیخونهای روانشناختی − نه فرویدی، بلکه یونگی − ادبیات ما را شاهد قد برافراشتن یکی از احترام‌انگیزترین چهره‌های ادبی-هنری ایران امروز کرده است.» ناقدانی هم در دورهٔ متأخّرِ نمایشنامه‌نویسیِ بیضایی دگرگونی و نوآوری دیده‌اند.
شاخهٔ دیگرِ نوشتجاتِ بیضایی فیلم‌نامه‌هاست. وی، به خاطرِ محدودیتِ امکان و دشواریِ شرایطِ فیلم‌سازی، بیشترِ فیلم‌نامه‌هایش را به صورتِ کتاب منتشر کرده است. با چاپِ این فیلم‌نامه‌ها و به خاطرِ قابلیتِ ادبیشان گونه‌ای نو در ادبیات پیدا شده، و گرایشِ کتابخوانان به فیلم‌نامه‌های فیلم‌نشده سبب شده تا فیلم‌نامه از گونه‌های ادبیِ فارسی شود و کم یا بیش مقبولِ خاطر افتد. از جمله، فیلم‌نامه‌هایی مانندِ طومار شیخ شرزین (۱۳۶۵) و دیباچه‌ی نوین شاهنامه (۱۳۶۵) پرفروش بوده و به زبان‌های دیگر نیز درآمده، و کارهایی مانندِ مرگ یزدگرد (۱۳۵۸، که نمایشنامه است و فیلم هم شده) و آینه‌های روبرو (۱۳۵۹) گاه بیش از یک بار ترجمه شده، و گاه اجراهای گوناگونِ تئاتری یا فیلم-تئاتری نیز داشته، ولی اغلب نه به کارگردانیِ بیضایی – که در اصل فیلم‌نامه‌ها را به خاطرِ نگرفتنِ پروانهٔ فیلم‌سازی از دولت یا میسّر نشدنِ ساخت به اسبابِ گوناگون به صورتِ کتاب چاپ کرده است، بی آن که فیلمش ساخته شده باشد. (حتّی بعضی از نمایش‌ها و فیلم‌های بیضایی از روی متن‌هایی ساخته شده که پیش‌تر به صورتِ مکتوب منتشر شده بوده است.) حمیدرضا منتظری فیلم‌نامه‌های بیضایی را «اثر هنری کامل» دانسته و احمد تمیم‌داری آشناییِ بیضایی با فرهنگ و ادبِ کهن را سببِ توفیقِ نسبیِ فیلم‌نامه‌هایش شناخته است. در هر دو رأی‌گیریِ سالِ ۱۳۸۵ مجلّهٔ فیلم‌نگار (از اهالیِ سینما و از خوانندگانِ مجلّه) بیضایی برترین فیلم‌نامه‌نویسِ تاریخِ سینمای ایران شناخته شد؛ هرچند هیچ کدام از فیلم‌نامه‌هایش اوّل نشد. ولی در هر دو رأی‌گیریِ سالِ ۱۳۷۵ مجلّهٔ فیلم فیلم‌نامهٔ روز واقعهٔ بیضایی برترین فیلم‌نامهٔ ایران پس از انقلابِ ۱۳۵۷ شناخته شد. فیلم‌سازانِ دیگر نیز فیلم‌های برجسته‌ای مانندِ سلندر (۱۳۵۹) و خطِّ قرمز (۱۳۶۰) و روز واقعه (۱۳۷۳) از نوشته‌های بیضایی ساخته‌اند.
جز این‌ها، یکی دو داستانِ منثور و داستان‌هایی منظوم هم از بیضایی منتشر شده است.
انبوهِ منشوراتِ غیرداستانیِ بیضایی در لغت‌شناسی و افسانه‌شناسی و تاریخ یا بازنگری و بازاَندیشیِ تاریخیِ نمایشِ مشرق‌زمین است. گفتارها و گفتگوهایی دربارهٔ کارنامهٔ خودش و سینمای آلفرد هیچکاک نیز از وی چاپ شده است. بیضایی از پیشگامانِ تاریخ‌نگاریِ اجتماعیِ نمایش در فرهنگِ ایرانی و از ایران‌شناسان و پژوهشگرانِ قدرِ اوّلِ زبانِ فارسی به شمار می‌آید. همان طور که بسیاری از آثارِ خلّاقه‌اش از پژوهشِ تاریخی و غیره مایه گرفته، استقصائاتِ پژوهشیش نیز از ساختمانِ رواییِ تاریخ‌نگارانه و داستانی و طبع‌آزماییِ ذوقی بی‌بهره نیست. او صاحبِ نظرات و گمان‌هایی در افسانه‌شناسیِ تطبیقی و مطالعاتِ فرهنگی است، مثلِ نظریهٔ یکسانیِ داستانِ قابِ هزارویک شب و شاهنامه که هم به صورتِ نمایش و هم در قالبِ رسالاتِ نظری تبیین کرده است.

. . . بیضائی در ابتکار این فرم‌ها و کشف ریتم‌های شرقی (مخصوصاً در اجرا) بسیار خوشدوخت و تردست است و نگاهی که از «دوربین» خود به انسان صحنه می‌کند، هیکل حماسی غول‌پیکری است که اندام‌های تنومند، پراکنده، بی‌تعلقی دارد. چنانکه هر گاه نمایشنامه‌های او را بشکافیم و قطعه‌های انسانی را جفت و مرتب کنیم، یک قیافهٔ سنگی روی فرسک نمایان می‌شود که روح شرقی آن زیر فشار متراکم فرم‌های خارجی پخش و له شده است. گویی قلمی است اگزوتیک که نمایشنامه‌های او را در تبعید نوشته، و آن‌ها را به دفع مضرتی در ضربان شدید و یکنواخت فرم عایق‌بندی کرده است. . . .

اکبر رادی

در تمام این سال‌ها روزی را بی جست‌وجو نگذرانده، روزی نبوده که به لغت‌نامه مراجعه نکرده باشد . . .

مژده شمسایی، اسفندِ ۱۳۹۳
فارسیِ بیضایی از نوجوانی تحتِ تأثیرِ سبکِ خراسانی و نمونه‌های سرشناسِ کهن و هم‌روزگارش، عمدتاً فردوسی و مهدی اخوان ثالث، و نیز نثرِ روزگارِ بازگشتِ ادبی از جمله در کارِ عبداللطیف طسوجی و سپس‌تر نوشته‌های کهن‌تری مانندِ سفرنامهٔ ناصر خسرو و تاریخِ بیهقی و گلستانِ سعدی و متونِ پارسیِ میانه و ترجمه‌های ابراهیم پورداوود نیز، پرورش یافت؛ و بدین ترتیب نه تنها در زبان، که از لحاظِ موضوع نیز برخی از آثارش را با کارهای نمایشنامه‌نویسانِ فرارودی چون ساتم الغ‌زاده نسبتی هست. بعدها بیضایی خود از پارسی‌گویانِ صاحبِ سبک و زبان‌آور شد و در نثرِ غیر«معیار» ِ نوینِ فارسی آوازه‌ای یافت، چنان که پژوهندگان در زبانش کتاب‌ها و مقالات نوشتند و لغویان از نوشته‌هایش لغت استخراج کردند و مخالفانِ فکریش برای بهره بردن از زبانش در فیلمی چون محمّد رسول‌الله (۱۳۹۴) به شاگردش متوسّل شدند. زبانِ نمایشنامه‌های بیضایی به شاعرانگی نامور بوده است. حسن ذوالفقاری شکوهِ نمایشنامه‌های بیضایی را از «تسلّط و اشراف» ِ او «بر فرهنگ و ادبیات کهن ایران» می‌دانست. آیدین آغداشلو نثرِ بیضایی را «از فاخرترین نمونه‌های نثر فارسی» دانسته که گواه و نمودارِ پایندگیِ زبانِ فارسی به واسطهٔ «زایش‌های متعدّد» است. بوده‌اند کسانی هم، مانندِ جواد مجابی و سیّد محمّد مساوات، که سبکِ زبانِ نمایشنامه‌های بیضایی را مناسبِ نمایش نشناخته‌اند. سخنورانِ دیگری نیز تحتِ تأثیرِ کارِ بیضایی واقع شده و درباره‌اش سخن گفته‌اند. اوژن یونسکو هشتمین سفر سندباد (۱۳۴۳) را ستوده و عبّاس جوانمرد این را «بالنده‌ترین نمایشنامه‌ی اصیل ایرانی» و ادامهٔ عالیِ کارِ میرزا آقا تبریزی شمرده و بر آن بوده است که به لحاظِ شگردِ تغییرِ صحنه‌ها با کارهای شکسپیر و لوپه د وگا و پدرو کالدرون و گئورگ بوشنر و برتولت برشت همسری می‌کند. حمید سمندریان نیز فتحنامه‌ی کلات (۱۳۶۱) را «فوق‌العاده» می‌دانسته و بر آن بوده که «اگر خوب اجرا شود، با تراژدی‌های جهانی قابل رقابت است!» احسان یارشاطر نمایشنامه‌های عروسکیش را شعرِ نمایشی‌شده گفته. نجف دریابندری تشخّصِ سبکِ بیضایی را از اسبابِ نیکوییِ کارش می‌دانست. هوشنگ گلشیری دربارهٔ زبانِ پهلوان اکبر می‌میرد (۱۳۴۲) کنجکاو بوده است و سیمین بهبهانی، از پسِ تماشای افرا در ۱۳۸۶، کارِ بیضایی را همچون «ادامه و تکامل آثار غلامحسین ساعدی و اکبر رادی» آفرین کرد.

## در نمایش
. . . او به اثرش زبان به خصوصی می‌داد این ویژگی را هیچ کس ندارد. مثلاً این کار آخرش «افرا» را قبل از اجرا برای من خواند. . . . گفتم می‌دانی چه می‌کنی؟ . . . گفت صبر کن، گفتم یک‌سوم آن را تمرین نکن ولی گوش نداد و مرا قانع کرد و دیدیم که اجرای آن فوق‌العاده بود و اولین کاری بود که من از بیضایی دیدم که کارگردان مولف بود . . .

عبّاس جوانمرد، ۱۳۹۳

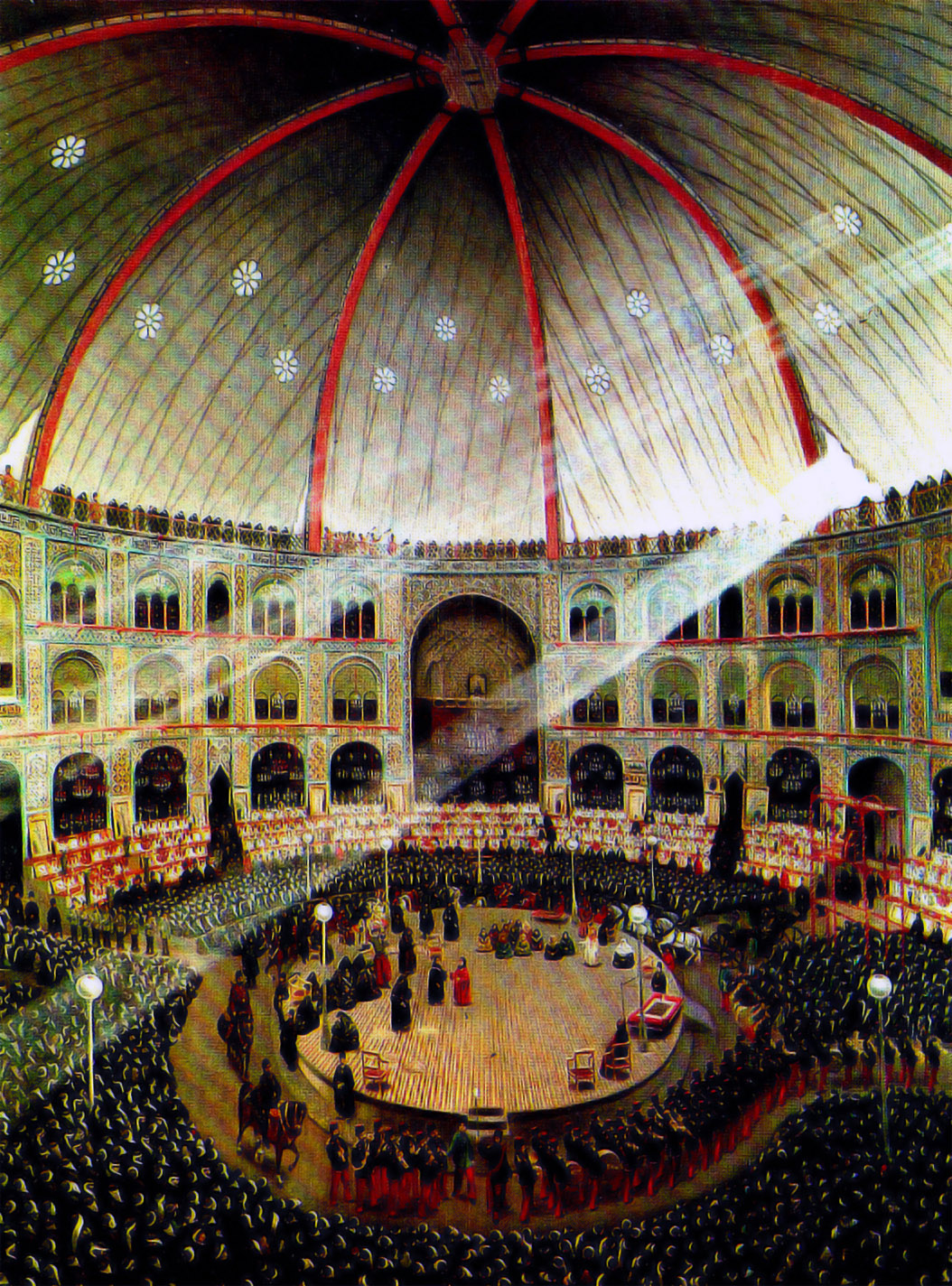
«تکیهٔ دولت» (۱۲۷۱)، کارِ کمال‌الملک
----
«مهمترین کشف زندگی من تئاتر تعزیه بوده است و همواره ازین گنج برداشت کرده‌ام. سینمای فرانسه، فیلمهای موزیکال شرکت متروگلدین‌مایر، شکسپیر و سوفوکل به من تعلق نداشته‌اند. من کار را با مطالعه فرهنگ و اساطیر چینی، ژاپنی، هندی و ایرانی و حشر و نشر با مردم روستاها و شهرها آغاز کردم... .» بیضایی، حدودِ ۱۳۵۹

بیضایی نمایشنامه‌نویسیِ جدّی را در آغازِ دههٔ ۱۳۴۰، پس از چند آزمونِ ذوقی پیش‌تَرَک در مدرسه چون اژدهاک و آرش که سپس‌تر «برخوانی» نامیدشان، آغاز کرد؛ و این هنگامی است که «جهان نمایش را به تصادف کشف می‌کند» – با تماشای یک تعزیه در گیلیاردِ شهرستانِ دماوند. نمایش‌هایی مانندِ بلبل سرگشتهٔ علی نصیریان هم در تحریکِ ذوقِ بیضاییِ جوان سهم داشته. و هرچند پیدایشِ نهادهایی چون گروهِ هنرِ ملّی و سازمانِ بالهٔ ملّیِ ایران هم‌زمان بود با آغازِ جوانیِ بیضایی، بیشترِ توجّهِ او معطوف به گونه‌ها و گرایش‌هایی از نمایش شد که کمتر اعتنای برگزیدگانِ حکومتی و چپ‌گرایانِ مخالفِ حکومت را برمی‌انگیخت: نمایشِ مشرقی، نمایشِ عامیانهٔ ایرانی و . . . . سالِ ۱۳۴۱ مترسکها در شب و عروسکها را چاپ کرد، و در درسِ تئاترِ جرج کویین‌بی در انجمنِ فرهنگیِ ایران و آمریکا شرکت کرد. سراسرِ دههٔ ۱۳۴۰ را – جز کار در ادارهٔ هنرهای دراماتیک و پژوهش دربارهٔ نمایش‌های آسیایی – به نگارش و نمایش یا دستیاری در نمایشِ متن‌های خود گذراند. جایی گفته که هر نمایشنامه را با این هدف می‌نویسد که به صحنه بَرَد؛ و در واقع همان‌طور که شرایط نگذاشته تا بیشترِ فیلم‌نامه‌هایش را فیلم کند، همین‌طور مانعِ به نمایش درآمدنِ بسیاری از نمایشنامه‌هایش نیز شده است. جز تولیدِ نمایش، تماشای نمایش هم از دلبستگی‌های بیضایی بوده است، حتّی تماشای فوتبال در تلویزیون.

او درام‌نویس و متورانسن صاحب سبکی است که تکنیک یا گرامر دیگری به صحنه آورد و دیالوگ دیگری به حرکت و بازی داد.

اکبر رادی

اگر وجه نمادین در آثار بیضایی را همچون یک اصل ننگریم، او سه عنصر عمده در نمایش را تغییر داده است با جانشینی اصول تازه‌ی مبتنی بر دانش پیشینیان. یعنی: موضوع، شیوه‌ی اجرا و زبان روایی.

محمود دولت‌آبادی، ۵ دیِ ۱۳۸۵
شیوهٔ کارِ بیضایی در تئاتر نزدیکی‌هایی با شیوهٔ اروین پیسکاتور و تورنتون وایلدر و علی نصیریان و دیوید ممت و ماتئی ویسنی‌یک و اهالیِ نمایش‌های سنّتی و عامیانه و آیینیِ مشرق‌زمین در سده‌های پیش از خودش (و آرمان‌های ستایندگانِ نظریِ ایشان، از ادوارد گوردون کریگ و آناندا کوماراسوامی و آنتونن آرتو و سیّد حسین نصر و دیگرها) داشته، ولی با کارِ نوگرایانی از قبیلِ کنستانتین استانیسلاوسکی و مخصوصاً پیروانِ ایرانیش چون عبدالحسین نوشین و مصطفی اسکویی تا حدودِ زیادی ناهمانند شمرده می‌شود. او واقع‌نمایی را بسنده نمی‌دانسته و صحنه را نیز به‌طورِ واقع‌نما نمی‌آراسته؛ و بارِ نمایش را به دوشِ بازیگر می‌افکنده است. همچون بعضِ هم‌روزگارانش، قائل به کارِ اجتماعیِ تئاتر بوده. سوسن تسلیمی کارِ بیضایی با بازیگر را در تئاتر و سینما به کارِ اینگمار برگمان مانند کرده و از بداهه‌پردازیِ آربی اوانسیان بسیار متفاوت دانسته است. محمّدعلی سپانلو و ناهید طباطبایی و علاء محسنی به تأثیرِ سینما در کارِ تئاتری بیضایی اشاره کرده‌اند − هرچند او خود دستِ کم در موردِ بانو آئویی در کار بودنِ چنین تأثّری را نپذیرفته است. تقطیعِ صحنه‌ها در مهم‌ترین کارهای بیضایی همانندِ تقطیعِ سینمایی در یک چشم‌به‌هم‌زدن است، نه با بستن و گشودن پرده و تغییرِ آرایشِ صحنه. بسیاری از این اندیشه‌ها را هم‌زمان یا بعدها بعضی از کارگردانانِ مغرب‌زمین نیز آزمودند یا به صورتِ نظریّه درآوردند، و از این جمله‌اند یرژی گروتوفسکی و پیتر بروک و آریان منوشکین و یوجینیو باربا؛ همچنان که نویسندگانی چون تام استوپارد نیز سپس‌تر به نقّالیِ ایرانی عطفِ توجّه کردند. بدایعِ بیضایی در نمایش در بازیابی و بازاَندیشی و بازسازیِ جریان‌هایی بوده که در درازنای تاریخْ گسسته و ناتمام رها یا گم شده و به بار ننشسته یا به بیراهه رفته، همچنان که آزمون‌های مایگانیِ او در بازیابیِ گمشده‌های به عمدای تاریخی است که به گمانش تجدیدِ نظر می‌خواهد؛ و، از این حیث، بیضایی نیز گویی، مانندِ شکسپیر، سرِ آن دارد – هرچند نه به زمانه‌سازی و دریغ از گذشته‌ای «خوب و خوش» خوردن، بلکه با زمانه‌ستیزی و بیزاری از تاریخ – که نهادهای زخمی یا فروهشته و خاطراتِ فرهنگی را بیرون بکشد و مطالعه و افشا و نو و درست کند و به آیندگان سپارد. از این لحاظ گاهی کارش را به کارِ محمّدرضا شجریان مانند کرده‌اند. نوآوری‌های بیضایی در تئاتر با نوآوری‌هایش در سینما نیز بی‌ربط نبوده و فیلم‌های کامیابی از اندیشهٔ اجراییِ بیضایی سرچشمه گرفته؛ ولی در سینما نیز بیضایی از بیشترِ اقتباس‌های دیگران از فیلم‌نامه‌هایش ناخشنود بوده و حاصلِ کارشان را چندان نپسندیده است.

. . . بهرام بیضایی که یک استاد است . . .

ژان-کلود کاریر، بهمنِ ۱۳۹۷

## در فیلم‌سازی

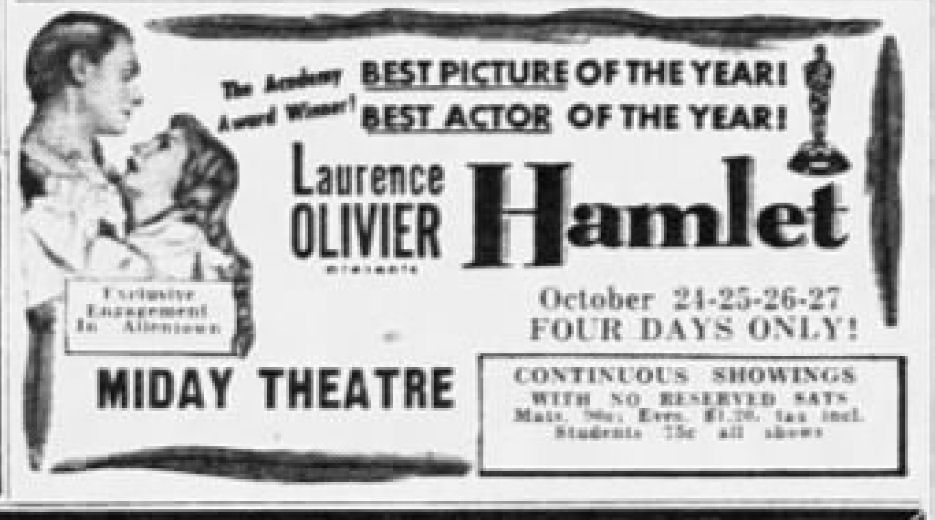
بیضایی در نوجوانی تصادفاً هملتِ لارنس الیویه را همراهِ پدرش در ساختمانِ قدیمِ دانشکدهٔ ادبیاتِ دانشگاهِ تهران تماشا کرد و سخت پسندید. تقریباً سی سال سپس‌تر دربارهٔ فیلم‌سازیِ خود گفت: «من فیلم نمی‌سازم که فیلمی ساخته باشم. فیلم ساختنم ناخواسته مثل هر کار دیگری که می‌کنم یک جستجوی فرهنگی است که تداوم و طبعاً تحوّل دارد. نمی‌خواهم با این حرف برای فیلم‌ها اعتبار بتراشم و آرزو دارم فیلم‌ها به همان سادگی که هستند دیده شوند.»

تجربه‌گرایی ویژگی‌ای برجسته در سینمای بیضایی بوده است؛ و از همین رو از فیلم‌سازانِ هنری به شمارَش آورده‌اند. بیضایی سینما را از نوجوانی با فیلم دیدن آغاز کرد: از مدرسه می‌گریخت و به سینما می‌رفت. مقالاتِ سینمایی نیز می‌خواند. در سینه کلوبِ ایران و کانونِ فیلمِ وزارتِ فرهنگ بعضی از فیلم‌های برجستهٔ تاریخِ سینما را تماشا کرد و با کسانی چون هوشنگ کاووسیِ جوان و داریوش مهرجوییِ نوجوان نیز آشنا شد. سالِ ۱۳۴۱ یک فیلمِ هشت‌میلیمتریِ سیاه‌وسفیدِ چهار-دقیقه‌ای ساخت. چند فیلمِ کوتاهش از دههٔ ۱۳۴۰ و ۱۳۵۰ گم شده است. فیلم‌نامه‌ها و طرح‌های فراوان نوشت. سالِ ۱۳۴۹ به دعوتِ کانونِ پرورشِ فکریِ کودکان و نوجوانان فیلمِ کوتاهِ عمو سیبیلو را کارگردانی کرد؛ و ناگزیر چشم از ساختنِ عیّار تنها، که مقدور نمی‌شد، پوشید. در دههٔ ۱۳۵۰ گروهِ فیلمِ لیسار را پایه گذاشت. از نخستین فیلمِ بیضایی جز خاطراتی بر جای نیست – نادر ابراهیمی در آبانِ ۱۳۴۹ پس از تماشای عمو سیبیلو از آن فیلم چنین یاد آورده:
. . . سرزمین بیضائی سرزمین پهناور سینماست. آنچه از روزگار مدرسه به یاد دارم – که از یاد رفتنی هم نیست – فیلمی‌ست که بهرام، با یک دوربین هشت‌میلیمتری نسیه − که از یک دوست مجسمه‌سازش گرفته بود و چهار دقیقه فیلم نسیه ساخت و روی بالکن خانه‌ی یکی از بچه‌ها بر دیوار انداخت.
او دوربین و چهار دقیقه فیلم خامش را برداشته بود و دور خیابان‌های داغ، خاموش و خلوت تهران – در یک بعدازظهر تابستانی – دویده بود. کارگران ساختمانی را نشان داده بود که در سایهٔ درختانی خفته‌اند، و درختان را، و چند تکه زمین بایر را و چند بنای نیمه‌ساز را، و خورشید را، انگار می‌کردیم که شهری را در زمان جنگ نشان داده است. و خفتگان، مردگان را مانند بودند، و بناها، ویرانه‌ها را. و دویدنش، فرار یک سرباز را، یا جستجوی یک جستجوگر را که به دنبال زخمی خود میگردد . . .
مورّخانِ سینما بیضایی را از پیش‌آهنگانِ آنچه بعضی سپس‌تر «موجِ نوی سینمای ایران» نامیدند (در مقابل فیلم‌های عامّه‌پسندِ موسوم به «فیلمفارسی») به شمار می‌آورند؛ و فیلمِ رگبار را در گشایشِ راهی نو در سینمای ایران از فیلم‌های پیشگام و مؤثّر می‌شمارند. حتّی بهمن مقصودلو بر آن بوده است که بیضایی با آوردنِ شخصیتِ زن به مرکزِ داستان‌هایش «یک بدعت در سینمای ایران و موج نو به وجود آورد.» صاحب‌نظرانِ دیگری هم که به پیدایشِ «موجِ نو»یی در سینمای ایران باور ندارند یا فیلم‌های گروهِ خاصّی از فیلم‌سازانِ منسوب بِدان را نمی‌پسندند فیلم‌های بیضایی را مهم دانسته‌اند. مثلاً خسرو دهقان بیست‌وپنج سال پس از ساخته شدنِ رگبار مقاله‌ای دربارهٔ آن را چنین آغاز کرد که: «رگبار در تاریخ سینمای ایران ماندگار است» و احمدرضا احمدی کارِ سینماییِ بیضایی (و ابراهیم گلستان و مسعود کیمیایی و علی حاتمی و امیر نادری) را به خاطرِ نگاهِ غیرتوریستی برتر از کارِ «کارگردان‌های از فرنگ برگشته» (فریدون رهنما و هژیر داریوش و احمد فاروقی قاجار) ارزیابی کرده است.

. . . می‌توانید پس‌زمینه بیضایی در ادبیات، تئاتر و شعر فارسی را حس کنید . . .

مارتین اسکورسیزی، ۱۳۹۲

بیضایی، جز تاریخِ نمایش، از فیلم‌سازانِ گوناگونی هم تأثیر پذیرفته است: دی. دبلیو. گریفیث و سرگئی آیزنشتاین و فریتس لانگ و آلفرد هیچکاک و اورسن ولز و جان فورد و روبرتو روسلینی و آکیرا کوروساوا و اینگمار برگمان چند نمونهٔ برجستهٔ غیرایرانی هستند که خود ازشان نام برده است. او از فیلم‌هایی چون هملتِ لارنس الیویه و نامه‌ای از زنی ناشناس و طلسم‌شده نیز یاد کرده، و در اوایلِ دههٔ ۱۳۴۰ در مجلّهٔ هنر و سینما بیش از همه به فیلمِ زمین می‌لرزدِ لوکینو ویسکونتی امتیاز داده است. ابراهیم گلستان کانونِ فیلم را آبشخورِ سینماییِ بیضایی شناخته، فریدون گله نئورئالیسمِ ایتالیایی را «به حد لازم» در اوایلِ کارِ بیضایی مؤثّر شناخته، محمود دولت‌آبادی بر این باور بوده که فیلمِ قیصرِ مسعود کیمیایی نیز اثرِ محسوسی در بیضایی بر جا گذاشت و در گرایشش به سینما بی‌تأثیر نبود و علی‌اکبر معصوم‌بیگی ردِّ خشت و آینهٔ ابراهیم گلستان را در کارِ بیضایی بازشناخته است. ناصر تقوایی دربارهٔ بیضایی آورده:
کمتر شاهد بوده‌ایم که کارگردانان موفق از سینما به تئاتر بروند. بهرام بیضایی یک استثنا و یک متفکر خاص است که هم در نمایشنامه‌نویسی و هم در داستان‌نویسی تسلط دارد. کار بیضایی هنر و هنرورزی است. برای هنرمند شدن در این حد، لازم است به کلیت هنر احاطه داشته باشید.

بیضایی یک هنرمند ذهن‌گراست و آبشخورش تعزیه است، تئاتر است، آیین‌های مذهبی و غیرمذهبی است، ادبیات ایران است، تاریخ ایران است، زبان فارسی است، مینیاتور ایرانی است . . . آقای بهرام بیضایی تحت تاثیر آقای ماکس اُفولس هست.

بهمن مقصودلو
و حمید دبّاشی فصلِ مربوط به بیضایی را در کتابِ Masters & Masterpieces of Iranian Cinema (۲۰۰۷ میلادی) چنین آغاز می‌کند که آن هنگام که دفترهای تاریخِ معاصرِ ایران فراهم آید، بیضایی هم‌پایهٔ حافظ خواهد بود. فریدون جیرانی بیضایی را، با داریوش مهرجویی و علی حاتمی، نمونهٔ استعدادِ «تلف‌شدهٔ جهان سوّمی» و تصویرگرِ «شکست» دانسته است. ایرج رامین‌فر او را «مهم‌ترین و تأثیرگذارترین کارگردانِ مؤلّف در تاریخ سینمای پیشرو و نوین ایران» گفته است. دیگرانی چون دیوید رابینسون و ساموئل خاچیکیان و فرّخ غفّاری و محمّدعلی کشاورز و هوشنگ آزادی‌ور و علیرضا داوودنژاد و بهمن مقصودلو و ریچارد پنیا و اولیویه آسایاس و بهرام دبیری نیز دانایی و تواناییِ سینماییِ بیضایی را آفرین کرده‌اند؛ عبّاس کیارستمی و فرهنگ معیّری و سهراب شهید ثالث و امیر نادری به استادیش شناخته‌اند و هوشنگ طاهری و غزاله علیزاده و ابراهیم حاتمی‌کیا اندیشه‌هایش را بزرگ داشته‌اند؛ نجف دریابندری و رضا کیانیان و حسین یاری تشخّصِ سبکش را ستوده‌اند و فرزاد مؤتمن همین را نکوهیده و میهن بهرامی و شهلا لاهیجی نوآوری‌های مایگانیِ کارِ سینماییش را ارزشمند گفته‌اند. اکبر رادی زبانِ سینماییِ بیضایی را در تصویر و دیالوگ دارای «مقداری رنگ و بوی فرنگی» می‌دانست و نادر نادرپور نیز فیلم‌های بیضایی را «فرنگی و پاپیونی» وصف کرده؛ و آیدین آغداشلو و رضا کیانیان آن‌ها را اکیداً «ایرانی» و «ملّی» می‌دانسته‌اند. ناقدانی چون علی‌اکبر معصوم‌بیگی و حسین پاینده هم تعلّقاتِ «پست‌مدرن» در سینمای بیضایی دیده‌اند.

با این که نوع کار من و بیضایی، از نظر نگرش و مایه‌ها و موضوعها، زمین تا آسمان فرق دارد، اما مهارت و نحوهٔ بیان او در مورد هر موضوعی که انتخاب می‌کند، برای من فوق‌العاده است.

امیر نادری، ۱۳۶۴

. . . هر پلان برای بیضایی فقط یک زاویه دارد . . .

فاطمه معتمد آریا، حدودِ ۱۳۸۰
بیضایی فقط فیلم‌نامه‌های خود را فیلم کرده و بیشترِ کارهای فیلم را نیز – از تقطیع و تدوین و قاب‌بندی و غیره – خود عهده گرفته است. آیدین آغداشلو گفته که بیضایی «اگر رضایت می‌داد کار نویسنده‌ی دیگری را تبدیل به فیلم کند، شاید به موفقیت بیشتری می‌رسید . . . .» در شیوهٔ کارش آورده‌اند که «بیضایی وقتی کاری را شروع می‌کند آن را در ذهن به پایان رسانده است» (جمشید لایق)، و «با روشی کاملاً مشخص و از پیش فکرشده، حتی گاهی نقاشی نمای مورد نظر را با جزئیات در کنار دکوپاژش داشت» (واروژ کریم مسیحی) و «او فیلم را . . . در ذهنش به صورت تدوین‌شده می‌بیند. وقتی می‌رود پشت دوربین، تصویری را که می‌خواهد . . . فیلمبرداری می‌کند» (سوسن تسلیمی). از بعضی از این جهات «دقت و وسواس، و سختگیری» ِ بیضایی به کمال‌گراییِ استنلی کوبریک می‌ماند. در شیوهٔ کارش با بازیگر هم محمّدعلی کشاورز گفته که «به تمرین کردن خیلی معتقد است و بازی خوب را در تمرین مداوم می‌بیند.» خودش گرفتاری‌های اجتماعی و نبودنِ امکانِ فیلم‌سازی در دوره‌های بلند زمانی را در آنچه بعضی منقّدان «فن‌زدگی» یا «صورت‌گرایی» یا «تصنّع» ِ آثارش می‌شمارند مؤثّر می‌دانسته. پرویز دوایی و بهمن مقصودلو و ناصر تقوایی و آیدین آغداشلو و ایرج رامین‌فر و حمیدرضا صدر و حمید نفیسی نیز به این نکته اشاره کرده‌اند. ابراهیم گلستان نیز نمادپردازیِ آشکار را نقصی از برای فیلم‌های بیضایی شمرده. در کارِ سینماییِ بیضایی غنای بیانِ تصویری را نیز بسیار ستوده‌اند؛ مثلاً بتی جفریز دمبی روایتِ تصویریِ غریبه و مه را شکنندهٔ سدِّ زبان می‌دانسته، عزیز ساعتی «نحوهٔ کار و موضوع فیلمهای او» را فراهم‌کنندهٔ «فضا و لحظات» ِ مناسبِ عکّاسی شناخته و کلاودیو زتا «میزانسن نامستندوار و در برخی لحظات تئاتری» ِ باشو، غریبه‌ی کوچک را گواهِ جداییِ کارِ بیضایی از کارهای همتایانش گرفته است. گویاییِ تصویر در سینمای بیضایی گاهی چندان است که در فیلمی چون باشو، غریبه‌ی کوچک بیشترِ گفتگوها برای بیشترِ تماشاکنان مفهوم نیست، و، با این همه، فیلم بدونِ ترجمه دیده می‌شود. ولی بعضِ فیلم‌های بیضایی هم دستِ کم همان قدر از امکاناتِ صوتیِ سینما بهره برده که از امکاناتِ تصویری − مثلِ مرگ یزدگرد.
سینمای بیضایی در قیدِ واقع‌نمایی نبوده است و این را از ویژگی‌های سبکش به شمار آورده‌اند.

### تدوین
یکی از کارهای مورد علاقهٔ بیضایی، ادیت فیلم است و ادیت فیلمهای او فوق‌العاده است و نمونه‌اش را در ایران نداریم.

امیر نادری، ۱۳۶۴
شیوه‌های بیضایی در تدوینِ فیلم موضوعِ پژوهش‌هایی بوده و توجّهِ صاحب‌نظرانی را برانگیخته است. او در کارِ تدوین صاحبِ سبک شناخته می‌شود و خودش را وامدارِ شمیم بهار می‌دانسته. رافائل بسان تدوینِ بیضایی را ادامهٔ تکاملِ این هنر در کارِ سرگئی آیزنشتاین و اورسن ولز و آکیرا کوروساوا و آلن رنه می‌دانسته و نگار متّحده وجوهی زبان‌شناختی برایش قائل بوده است. یک نمونهٔ  برجستهٔ بسیار ستودهٔ تدوینِ بیضایی در فیلمِ دونده به ظهور رسیده است.

### توضیحات
1. ↑  به استثنای دو سه رهبرِ سیاسی و اقبال لاهوری
2. ↑   سالیانی پیش از تولّدِ بهرام بیضایی ابوالقاسم ناصرالملک امید داشته که پارسی‌گویان «دُرَر الفاظ دَری را به سبک» ِ نمایشنامه‌های ویلیام شکسپیر «برشتهٔ نظم کشند و بوستان ادبیّات فارسی را با گلهای نوشکفته آرایشی تازه بخشند.» (مقدّمهٔ ترجمهٔ اتلّو) هنگامِ دوسالگیِ بیضایی فاطمه سیّاح از سستی و کاستیِ سنّتِ نمایشنامه‌نویسی در زبانِ فارسی گله کرده و رفعش را دشوار می‌دانست («اهمیت سنت در تاریخ ادبیات». ایران امروز (۱۰): ۴ و ۴۰. دی ۱۳۱۹.) و غلامعلی رعدی آذرخشی در ۱۳۲۱ این را معلولِ گرفتاری‌های تاریخی دانست («رستاخیز ادبی ایران». آموزش و پرورش (۸ و ۹ و ۱۰ و ۱۱): ۱۸–۱۹. آبان و آذر و دی و بهمن ۱۳۲۱. تاریخ وارد شده در |تاریخ= را بررسی کنید (کمک)) و در ۱۳۳۵ پرویز ناتل خانلری هشدار می‌داد که فرهنگ و ادبیاتِ فارسی نیازمندِ نمایشنامه‌نویس و نمایش و تماشاکن است. (هفتاد سخن. جلدِ ۱. ص. ۱۲۴)
3. ↑  سالِ ۱۳۴۳ برنامهٔ مرزهای دانش در رادیوی ایران سخنانی از محمّدعلی اسلامی ندوشن دربارهٔ «تأثیر اروپا در تجدد ادبی ایران» پخش کرد. اسلامی در این گفتار تأثیرِ ادبیاتِ اروپا بر نثرِ فارسی را «ثمربخش‌تر» از تأثیرش بر شعرِ فارسی شناخت. (اسلامی، محمدعلی (پاییز ۱۳۴۳). «تأثیر اروپا در تجدد ادبی ایران». راهنمای کتاب (۱): ۷.) در اروپا روزگارِ میگل د اونامونو و موریس مترلینک سپری شده بود و عمرِ کوشندگانی چون ساشا گیتری سرآمده بود؛ و «مردانِ جوانِ خشمگین» و زنانی چون کاریل چرچیل در انگلیس سر برآورده بودند و آنچه مارتین اسلین «تئاترِ ابزورد» نامید عمدتاً در فرانسه شکوفا می‌شد. ایرلند شان اوکیسی را از دست داد، ولی آبستنِ برایان فریل بود، همچنان که ایتالیا داریو فو را. ژان-پل سارترِ نامدار ژان ژنه را می‌ستود (Saint Genet, comédien et martyr، 1952)، نمایشنامهٔ ادنا سنت وینسنت میلی و ژان آنوئی و آلبر کامو و ماکس فریش و فریدریش دورنمات و اسلاومیر مروژک و آثول فوگارد به فارسی ترجمه و گاه اجرا هم می‌شد، ولی ناظم حکمت و توفیق الحکیم و میرزا ادیب و لورن هنزبری و لکشمی پراساد دوکوتا و پرتز هیرشبین نه (بزرگمهر، شیرین. تأثیر ترجمه‌ی متون نمایشی بر تئاتر ایران، ۱۳۹۴)، ویلیام سارویان و جرج ابوت عقب‌می‌نشستند و نیل سایمن و گور ویدال تئاترِ برودوی را فتح می‌کردند، و وودی آلن هالیوود را و سیدنی لومت، غیر از هالیوود، تلویزیون را هم. تیان هان در چین آوازه داشت و موهان راکیش و کوبو آبه در هند و ژاپن در آغازِ کارشان بودند. آمریکای جنوبی گابریلا روئپکه را می‌پرورد و وله سوینکا از آفریقای سیاه سر برمی‌کشید، همچنان که امه سزر از زبانِ اهلِ کارائیب سخن می‌گفت. مارسل پانیول و آندری وایدا و الیا کازان و اورسن ولز و اینگمار برگمان و رابرت بولت و مایک لی نمونه‌هایی از خویشاوندیِ کارِ سینما و تئاتر بودند، هاینریش بُل و هاینر مولرِ آلمانی و فرناندو آرابالِ اسپانیایی و واتسلاو هاولِ چکسلواکیایی نخستین نمایشنامه‌هاشان را می‌نوشتند، و آرتور میلرِ آمریکایی، با تنسی ویلیامز، در اوجِ شهرت به سرمی‌بُرد و با کانونِ نویسندگانِ ایران همدلی می‌کرد. زادگانِ سال‌های میانِ دو جنگِ بین‌الملل همه جا به عرصه می‌رسیدند و در ایران نیز. (Kapuscinski, Modern Persian Drama, 385.)
4. ↑  چون میلوراد پاویچ و ایرج پزشک‌زاد و اومبرتو اکو و توماس پینچن (و کمی بعدتر سیروس شمیسا و اورهان پاموک)
5. ↑  مثلاً شکونتلا تا دههٔ ۱۳۳۰ و سیرِ باختر تا دههٔ ۱۳۶۰ ترجمهٔ فارسی نداشتند. حتّی چیترای رابیندرانات تاگور (۱۹۱۳ میلادی) تا سالِ ۱۳۳۴ به فارسی در دسترس نبود. ولی ماشین‌نویسها و ببرِ شیسگال را پرویز صیّاد در دههٔ ۱۳۴۰ به فارسی درآورده و نمایش داده بود؛ که هنوز بیست سال هم از انتشارِ ترجمهٔ فارسیِ دن کیشوت نمی‌گذشت. داستانِ تاریخی و تحلیلی هم از نسلِ پیش تا نسلِ پس از بیضایی مثلاً در ادبیاتِ انگلیس سنّتِ استواری داشته، مثلاً از رابرت گریوز تا هیلاری منتل. ولی بهترین نمونه‌های خارجیِ این گونه دیرتر از آن به فارسی درآمد که اثرِ بزرگی بر کارِ بیضایی کند.
6. ↑  «نمایشنامه‌های نویسندگان استخوان‌دار خودمان»، به گمانِ بهزاد قادری سهی، بهره گرفته از سنّتی که «سنت ایران باستان است تا حال، سنت مصر باستان است تا حال، سنت تئاتر یونان است تا حال.» (قادری، بهزاد (۱۳۸۷). ورزش=فوتبال به توان سه و چند گفتار دیگر. تهران: نغمهٔ زندگی. ص. ۱۱۰. شابک ۹۷۸-۹۶۴-۲۸۸۲-۲۷-۴.) و به نظرِ آیدین آغداشلو «تسلط بهرام بیضائی بر سنت‌های ادبی و نمایشی ایرانی و نمایش در چین و ژاپن از او متخصصی متفاوت و خاص می‌سازد.» (آغداشلو، آیدین (۱۳۸۳). گفتارها و گفت‌وگوهای دیگر: برگزیدهٔ گفتارها و گفت‌وگوها/۱۳۸۱−۱۳۷۸. فانوس. ص. ۴۸۳.)
7. ↑  دورهٔ زندگیِ بیضایی مصادف شد با رونقِ انتشارِ ترجمهٔ فارسیِ نمایشنامه‌های ویلیام شکسپیر، چنان که در زمانِ زندگیش تقریباً همهٔ آثارِ شکسپیر به فارسی درآمد، اغلبشان نخستین بار؛ از ترجمه‌های ابوالقاسم ناصرالملک تا ترجمه‌های ابراهیم یونسی و اسماعیل فصیح و فریده مهدوی دامغانی و دیگرانی، که بعضیشان، مثلاً به‌آذین و داریوش آشوری، از دوستانِ بیضایی بودند. ولی تا پایانِ قرنِ چهاردهمِ هجریِ خورشیدی هم بود چیزهایی از شکسپیر که به ترجمهٔ فارسی منتشر نشده بود.
8. ↑  بوده‌اند نویسندگانی پیش از بیضایی و هم‌روزگارش که فیلم‌نامهٔ فیلم‌نشده‌شان منتشر شده؛ مثلِ خورخه لوئیس بورخس و ویلیام فاکنر و تنسی ویلیامز و آرتور میلر و هارولد پینتر. ولی قاعده بر این نبوده است؛ چنان که مثلاً رأیِ کریستوفر نیو چنین بوده که فیلم‌نامه را، از این حیث که تقریباً در همهٔ فیلم‌ها تصویر بر زبان مقدّم است، به ندرت می‌توان داخلِ ادبیات شناخت. (New, Christopher (1999). Philosophy of Literature: An Introduction. London: Routledge. p. 2. ISBN 0-415-14485-X.)
9. ↑  در نسخهٔ اوّل این گفتار به این صورت آمده: «بیضائی در ابداع این فرم‌های شرقی بسیار تردست است. اما رفتارش با انسان تجملی است از مفاهیم پراکنده‌ای که قدَری، غربی و بی‌تعلّق است. به گونه‌ای که هر گاه تجملات و نقش و نگارهای شرقی او را بشکافیم و قطعه‌های پراکنده را پیدا کنیم، به هیکلی از یک جنین مرده می‌رسیم که هیچ شوری، طنینی، تکانی از شرق در آن نیست. فی‌الواقع بیضائی تمام آثار خود را در تبعید نوشته است.» (رادی، اکبر؛ امیری، ملک‌ابراهیم. بشنو از نی. رشت: انتشارات هدایت. ۱۳۷۰. ص. ۱۴۸.) حمید دبّاشی نیز به بیگانگی و کنشگریِ رفورمیستیِ هنرِ بیضایی اشاره کرده است. (Iran: The Rebirth of a Nation. 284.)
10. ↑  با این همه لئو هامالیان و جان دی. یوحنان در کتابِ سالِ ۱۹۷۸ میلادیِ خود (به نامِ New Writing from the Middle East) هنوز تعزیهٔ رو به زوال را جانشین و رهروِ روزآمدی نمی‌شناخته‌اند. (ص. ۲۷۷)
11. ↑  در نسخه‌ای پیشین این گفتار به این صورت آمده: «بیضائی در تآتر ایران درام‌نویس صاحب سبکی است. او گرامر دیگری به صحنه آورد . . . .» (رادی، اکبر؛ امیری، ملک‌ابراهیم. بشنو از نی: مکالمات با اکبر رادی. رشت: انتشارات هدایت. ۱۳۷۰. ص. ۱۴۷.)
12. ↑  مثلاً در «بازیگر و فوق عروسک» (۱۹۰۸ میلادی) و مقدّمهٔ The Mirror of Gesture (۱۹۱۷ میلادی) و تئاتر و همزادش (۱۹۳۸ میلادی) و هنر و معنویت اسلامی (۱۹۸۷ میلادی)
13. ↑  چون محمّد بهمن‌بیگی (بهمن‌بیگی، محمد؛ − (فروردین ۱۳۷۰). «بخارای من، ایل من». کِلک (۱۳): ۸۸.) و آگوستو بوال (تئاترِ قانونگذار) و مارتا نوسبوم (Weston, Michael (2001). Philosophy, Literature and the Human Good. London: Routledge. p. 92−96. ISBN 0-415-24338-6.)
14. ↑  مثلاً: نورائی، جهانبخش (آذر و دی ۱۳۹۹). «تولدی دیگر». بخارا (۱۴۰): ۲۳۶.
15. ↑  بیضایی خود را «یک شاگرد همیشگی سینما» می‌دانسته است. (مخبری، مهشاد (آذر و دی ۱۳۶۹). «کارگردانی مهمترین بازی است!». گزارش فیلم (۸): ۳۹.)
16. ↑  ابراهیم گلستان و فرّخ غفّاری و جلال مقدّم و فریدون رهنما و داریوش مهرجویی و مسعود کیمیایی و علی حاتمی و نصرت کریمی و ناصر تقوایی و زکریا هاشمی و رضا میرلوحی و هژیر داریوش و خسرو هریتاش و امیر نادری و رضا علّامه‌زاده و فریدون گله و شاپور قریب (مختار، تقی (۵ بهمن ۱۳۵۱). «کوششهای اصیل سینمای ایران در سالهای ۵۱−۴۱». ستاره سینما (۸۱۰).)
17. ↑  «بهرام بیضایی شاید تنها کارگردانی باشد که، رسماً، هنگام حجت از او، لقبِ «استاد» را پیش از نام‌اش می‌آورند.» (آزرم، محسن و شیرین معروفی. «تجربه و دیگر هیچ: نگاهی به اصیل‌ترین تجربه‌های جسارت‌آمیز روایتی در سینمای حرفه‌ای ایران». نقد سینما. شماره ۲۵. ۱۳۸۰. ص ۲۴.) نیز: Esfandiary, Shahab (2012). Iranian Cinema & Globalization: National, Transnational and Islamic Dimensions. Bristol: Intellect. p. 76. ISBN 978-1-84150-470-4.

### ارجاعات
1. ↑  «یادنامه بهرام بیضایی، «عیّار تنها»». رادیو فردا. دریافت‌شده در ۲۰۲۰-۱۲-۳۱.
2. ↑  خلج، «نمایشنامه‌نویسان ایران: از آخوندزاده تا بیضایی»، ۲۱۲.
3. ↑  کشانی، «بررسی تأثیرپذیری بهرام بیضایی از شاهنامهٔ فردوسی در حوزهٔ نمایشنامه‌نویسی»، ۳۸۵−۴۲۸.
4. ↑  سمیعی گیلانی و  محمّدی، «درخشان‌ترین دوره تاریخ ادبیات را می‌گذرانیم»، ۸.
5. ↑  http://www.honaronline.ir/fa/tiny/news-92325
6. ↑  بیضایی و  قوکاسیان، «گفت‌وگو با بهرام بیضایی»، ۲۴.
7. ↑  Malekpour، The Islamic Drama، 96.
8. ↑  عسگریان، «نگاهی گذرا به سیر تاریخ نمایش در ایران»، ۸.
9. ↑  سپانلو، «نویسندگان پیشرو ایران»، ۲۲۶.
10. ↑  خلج، «نمایشنامه‌نویسان ایران: از آخوندزاده تا بیضایی»، ۲۱۱.
11. ↑  Yarshater، The Development of Iranian Literatures، 17.
12. ↑  رادی و  باباشاهی، ««اکبر رادی» صدایی در خلاء»، ۱۱.
13. ↑  موسوی و دیگران، «میزگرد: ادبیات نمایشی ایران از دیدگاه نسل جدید نمایش‌نامه‌نویسان»، ۲۱.
14. ↑  مظفری ساوجی، «از بامداد»، ۲۴۲.
15. ↑  پرتوی و  اسدی، «دربارهٔ سینما با کامبوزیا پرتوی»، ۳۱.
16. ↑  زاهدی، «درام معاصر ایرانی و هنریک ایبسن»، ۱۳۹.
17. ↑  کوشک جلالی، «فرهنگ کوچک هنریک ایبسن»، ۱۱۳.
18. ↑  Yar-Shater, Development of Persian Drama in the Context of Cultural Confrontation, 34.
19. ↑  برومند و  طالبی‌نژاد، «هنوز هم انگشتم تیرمی‌کشد»، ۵۷.
20. ↑  حسینی، «مرگ یزدگرد»، ۱۲۰ و ۱۲۲.
21. ↑  نصرتی، «بدون عنوان؛ یادداشتی دربارۀ پنج نمایشنامه‌نویس ایرانی»، پروبلماتیکا.
22. ↑  مجلهٔ تجربه، شمارهٔ ۵۶
23. ↑  مثلاً مریم شریعتی و حمید امجد. دفترهای تآتر. شمارهٔ ۱۵. انتشارات نیلا.
24. ↑  بیضایی و دیگران، «نقد و بررسی «سه برخوانی»»، ۳۱.
25. ↑  براهنی، «ادبیات ایرانیِ معاصر»، ۷۷.
26. ↑  موسوی و دیگران، «میزگرد: ادبیات نمایشی ایران از دیدگاه نسل جدید نمایش‌نامه‌نویسان»، ۲۴.
27. ↑  صباحی، «یک تاریخ درام و یک درام تاریخی»، ۴۳.
28. ↑  رحیمیان، «ادوار نثر فارسی»، ۲۸۰.
29. ↑  Chelkowski، «Iranian Literature»، 5:‎ 315.
30. ↑  زمانی‌نیا، «در شبیخون نشابور»، ۷.
31. ↑  منتظری، «رویکردی دیگر»، ۲۲۷.
32. ↑  تمیم‌داری و  −، «قصه‌های کهن و ادبیات داستانی امروز»، ۳۶.
33. ↑  –، «نتایج نهایی انتخاب برترین فیلمنامه‌های تاریخ سینمای ایران»، ۲۲۰–۲۲۲.
34. ↑  −، «برگزیدگان این سال‌ها»، ۱۶۷.
35. ↑  −، «داوری همراهان»، ۲۰۰.
36. ↑  رایانی مخصوص و  سیفی آزاد، «یک پژوهشگر تئاتری به سینما می‌رود»، ۵۶.
37. ↑  شب هزارویکُم
38. ↑  ریشه‌یابی درخت کهن و هِزاراَفسان کجاست؟
39. ↑  رادی و  امیری، «مکالمات»، ۲۲۹.
40. ↑  شمسایی، «بیضایی از نزدیک‌ترین فاصله»، ۱۴.
41. ↑  آشوری و  غلامی، «پریشانی یک ذهنِ غُرغُرو»، ۲۷–۲۸.
42. ↑  بیضایی و  افشاری اصل، «می‌خواهم مردم را به تاریخ ببرم»، ۸۶.
43. ↑  عابدی، «جدال با سعدی در عصر تجدد»، ۷۰−۷۱ و ۸۱.
44. ↑  بیضایی و  افشاری اصل، «می‌خواهم مردم را به تاریخ ببرم»، ۸۵.
45. ↑  صباحی، «یک تاریخ درام و یک درام تاریخی»، ۴۲.
46. ↑  یاحقّی، «چون سبوی تشنه»، ۲۲۹.
47. ↑  صادقی، «فرهنگ جامع زبان فارسی»، ۷۸.
48. ↑  آیدِنلو، ««رستم‌باز / رستم‌بازی» و «هفت‌لشکر»»، ۱۶۵−۱۶۶.
49. ↑  −، «حسرتی که بر دل ماند»، ۱۴.
50. ↑  Ghanoonparvar، «DRAMA»، 531.
51. ↑  ابومحبوب، «کالبدشناسی نثر»، ۲۱.
52. ↑  نوری علاء، «صور و اسباب در شعر امروز ایران»، ۳۸۶.
53. ↑  ذوالفقاری و  شروقی، «پشت کردن به پشتوانه‌ها داستان‌های ما را کم‌مایه می‌کند»، ۱۱.
54. ↑  آغداشلو، «بیضایی آبروی چند نسل است»، ۱۶.
55. ↑  خاطرات نسل آخر
56. ↑  مساوات، صدری و  دوایی، «نگاه کردن در آینه»، ۵۷.
57. ↑  کامیابی مسک، احمد. سخنرانی در ششمین نشست از سلسله نشست‌های هجدهمین جشنواره تیاتر تجربه: «تئاتر دهه‌ی چهل با محوریت آثار و اندیشه‌های استاد بهرام بیضایی». ۱۸ بهمنِ ۱۳۹۶. پردیس هنرهای زیبای دانشگاه تهران.
58. ↑  جوانمرد، «تئاتر، هویت و نمایش ملی»، ۶۸.
59. ↑  جوانمرد، «تئاتر، هویت و نمایش ملی»، ۸۶–۸۷.
60. ↑  سمندریان و  ماهیان، «این صحنه خانه‌ی من است»، ۳۶۰.
61. ↑  Yar-Shater, Development of Persian Drama in the Context of Cultural Confrontation, 35.
62. ↑  مظفری ساوجی، «یادداشت‌های روزانه»، ۱۰۸.
63. ↑  بیضایی، «روشنفکر تمام‌وقت»، ۱۱۴.
64. ↑  بهبهانی، «بیضایی در التقای نور و کلام»، ۷۳.
65. ↑  بیضایی، «نمادی از مقاومت: مصاحبه با بهرام بیضائی»، ۱۲۲-۱۲۳.
66. ↑  جوانمرد و  عابد، «دیروز روی صحنه‌ی اکنون»، ۲۲.
67. ↑  بیضایی و دیگران، «نقد و بررسی «سه برخوانی»»، ۳۰.
68. ↑  علیزاده، «عکس و آینه»، ۱۳۲.
69. ↑  خلج، «نمایشنامه‌نویسان ایران: از آخوندزاده تا بیضایی»، ۲۱۱.
70. ↑  خلج، «نمایشنامه‌نویسان ایران: از آخوندزاده تا بیضایی»، ۲۱۶.
71. ↑  بلوکباشی و  محمّدی، «نمی‌دانم کِی آرام خواهیم گرفت»، ۲۶.
72. ↑  بیضایی، نورایی و  طالبی‌نژاد، «از گذشته و تاریخ جز احساس رقّت و نفرت چیزی در من نیست».
73. ↑  رادی و  امیری، «مکالمات»، ۲۲۸.
74. ↑  دولت‌آبادی، «میم و آنِ دیگران»، ۱۰۹.
75. ↑  بیضایی و  −، «در ساحت تماشا»، ۱۸−۱۹.
76. ↑  «صحنه نمایش می‌تواند دوره‌های تاریخی را متحول کند» (۱۳۸۲)
77. ↑  تسلیمی و  عبدی، «سوسن تسلیمی»، ۱۳۷.
78. ↑  سپانلو، «نویسندگان پیشرو ایران»، ۲۲۸.
79. ↑  طباطبایی، «خاطرات هنرپیشهٔ نقش دوم»، ۶۵۷.
80. ↑  محسنی، ««چهارراه»، تازه‌ترین نمایش بهرام بیضایی»، آسو.
81. ↑  بیضایی و  امجد، «بازاندیشیِ جهانِ کهن»، ۴۵.
82. ↑  Talajooy، History and Iranian drama، 188.
83. ↑  Greenblatt, Stephen. Hamlet in Purgatory. Princeton University Press. 2013. p. xiv.
84. ↑  کریر و  حیدرخانی، «امیدوارم کسانی از چین، ایران، ترکیه و مکزیک به کمک سینمای جهان بیایند»، ایلنا.
85. ↑  بیضایی و  قوکاسیان، «گفت‌وگو با بهرام بیضایی»، ۱۶۳.
86. ↑  دهقان، «رگبار»، ۴۹۴–۴۹۵.
87. ↑  کاووسی، «سینما، سینما؟»، ۱۳۲.
88. ↑  قوکاسیان، «مجموعهٔ مقالات در نقد و معرفی آثار بهرام بیضایی»، ۲۰۲–۲۰۱.
89. ↑  مقصودلو، «افسون پرده‌ی نقره‌ای»، ۳۶۷.
90. ↑  دهقان، «نسیه و نقد»، ۱۷۹.
91. ↑  احمدی، «تنم در عظمتی کور، غوطه می‌خورد.».
92. ↑  −، «ستایش اسکورسیزی از بیضایی»، ۱۶.
93. ↑  بیضایی و  قوکاسیان، «گفت‌وگو با بهرام بیضایی»، ۱۰۰.
94. ↑  بیضایی و  قوکاسیان، «گفت‌وگو با بهرام بیضایی»، ۲۶۸.
95. ↑  −، «مجمع منتقدین».
96. ↑  گله و  ارمیان، «با فریدون گله درباره مهرگیاه».
97. ↑  دولت‌آبادی، «میم و آنِ دیگران»، ۱۱۳.
98. ↑  معصوم‌بیگی، عبیدی و  غلامی، «سوءتفاهم‌های تاریخی درباره گلستان»، ۶.
99. ↑  تقوایی، «تقوایی: قصهٔ خوب در جغرافیای نامناسب جواب نمی‌دهد»، ایسنا.
100. ↑  «یادنامه بهرام بیضایی، «عیّار تنها»». رادیو فردا. دریافت‌شده در ۲۰۲۲-۱۲-۲۴.
101. ↑  Dabashi, Masters & Masterpieces of Iranian Cinema, 253.
102. ↑  −، «ناگفته‌هایی درباره‌ی حاتمی، بیضایی و مهرجویی»، ایسنا.
103. ↑  رامین‌فر، «او هنرمند زنده است»، ۱۲.
104. ↑  رابینسون، «جشنواره فیلم تهران: بهترین یک سال پربرکت»، ۱۱.
105. ↑  خاچیکیان و  حیدری، «ساموئل خاچیکیان: یک گفت‌وگو»، ۱۲۴.
106. ↑  غفّاری و  نوری، «روزگار فرّخ»، ۱۶۹.
107. ↑  کیان‌افراز و  محمّدی، «اکسیرِ نقش»، ۱۲۰.
108. ↑  آزادی‌ور، «بهرام بیضایی؛ پشتوانه سینمای اصیل ایرانی»، ۱۰۱–۱۰۳.
109. ↑  https://cinemacinema.ir/?p=34635
110. ↑  مقصودلو و  جاهد، «این سوی ذهن و آن سوی مردمک»، ۶۷.
111. ↑  قوکاسیان، «مجموعهٔ مقالات در نقد و معرفی آثار بهرام بیضایی»، ۳۵۹.
112. ↑  دبیری و  صدیق، «سینمای ایران فقط چهار فیلمساز دارد. نه، ببخشید پنج فیلمساز!»، ۶۸.
113. ↑  احدیان، «آیدین اغداشلو با دوستدارانش سخن گفت»، بخارا.
114. ↑  قوکاسیان، «بهرام بیضایی و پدیده‌ی سگ‌کشی»، ۱۸۳.
115. ↑  شهید ثالث، «آخرین گفتگو با سهراب شهید ثالث درباره یک اتفاق ساده»، ۴۴۶.
116. ↑  نادری، گلمکانی و  مهرابی، «راهم را یافته‌ام . . .»، ۲۰.
117. ↑  نادری، گلمکانی و  مهرابی، «همهٔ ذرات فضا در فیلم من تاثیر می‌گذارد»، ۱۸.
118. ↑  صابری، «قلم بر پرده نقره‌ای»، ۴۱۱.
119. ↑  قوکاسیان، «مجموعهٔ مقالات در نقد و معرفی آثار بهرام بیضایی»، ۱۳۱.
120. ↑  مظفری ساوجی، «یادداشت‌های روزانه»، ۱۰۸.
121. ↑  برنامهٔ هفت، شبکهٔ ۳ تلویزیون جمهوری اسلامی ایران
122. ↑  مؤتمن و  اسدی، «دربارهٔ سینما با فرزاد مؤتمن»، ۴۳.
123. ↑  رادی و  مظفری ساوجی، «پشت صحنهٔ آبی»، ۳۳۳.
124. ↑  فیّاد، «عشق فروغِ جهان است»، ۳۰۴.
125. ↑  آغداشلو، «از دور و نزدیک»، ۳۹۵.
126. ↑  آغداشلو، «حرفِ آخر»، ۳۷۹.
127. ↑  کیانیان، «بازیگری»، ۷۸.
128. ↑  معصوم‌بیگی، بهارلو و  قره‌باغی، «پست‌مدرنیسم در ادبیات داستانی ما (۲)»، ۷۹.
129. ↑  پاینده، «نظریه و نقد ادبی»، ۶۶۱.
130. ↑  نادری، گلمکانی و  مهرابی، «راهم را یافته‌ام . . .»، ۲۰.
131. ↑  قوکاسیان، «نقشِ آبیِ سیمین»، ۱۱۷.
132. ↑  آغداشلو، «از دور و نزدیک»، ۴۶۴.
133. ↑  دولت‌آبادی و  رحمتی، «میراث صحنه»، ۹۱.
134. ↑  گلمکانی، «کتابِ تنگنا»، ۲۹۴.
135. ↑  ملکوتی، «اسطورهٔ مهر»، ۱۵۸.
136. ↑  افصحی، «کارگردان‌های موج نو»، ۲۱−۲۲.
137. ↑  توکلی و  صدیقی، «بازیگران»، ۷۰–۷۱.
138. ↑  بیضایی و  قوکاسیان، «گفت‌وگو با بهرام بیضایی»، ۶۸.
139. ↑  قوکاسیان، «مجموعهٔ مقالات در نقد و معرفی آثار بهرام بیضایی»، ۲۲۵.
140. ↑  مقصودلو و  نبوی، «موفقیت سینمای ایران در جهان مدیون چند نفر است»، ۹۸.
141. ↑  تقوایی و  طالبی‌نژاد، «به روایتِ ناصر تقوایی»، ۱۸۲.
142. ↑  آغداشلو، «سال‌های آتش و برف»، ۳۲۳–۳۲۲.
143. ↑  رامین‌فر، «طراحی فیلم»، ۱۷۷.
144. ↑  رامین‌فر و  عاشوری، «جست‌وجوگر فرهنگ ایرانی گمشده در غبار»، ۱۹.
145. ↑  صدر، «. . . اما حکایت مرد سرسخت»، ۹۱.
146. ↑  Naficy, A Social History of Iranian Cinema, 2: 420.
147. ↑  گلستان و  جاهد، «نوشتن با دوربین»، ۸۵–۸۶.
148. ↑  دمبی، «جشنواره‌ئی پرشکوه و با تدارک فراوان»، ۵۷.
149. ↑  ساعتی و  جعفری، «عکاسی موفق است که حضورش در صحنه حس نشود».
150. ↑  فتوحی، «بهرام بیضایی و ذهنیت زنانه نو»، ۱۲.
151. ↑  −، «گزارش همایش بزرگداشت بهرام بیضایی در لندن»، بی‌بی‌سی فارسی.
152. ↑  تهامی‌نژاد، «سینمای ایران»، ۱۱۲.
153. ↑  نادری، گلمکانی و  مهرابی، «همهٔ ذرات فضا در فیلم من تاثیر می‌گذارد»، ۱۸.
154. ↑  بیضایی و  قوکاسیان، «گفت‌وگو با بهرام بیضایی»، ۷۶–۷۷.
155. ↑  قوکاسیان، «مجموعهٔ مقالات در نقد و معرفی آثار بهرام بیضایی»، ۳۵۸.
156. ↑  Mottahedeh, Negar (2000). "Bahram Bayzai's Maybe . . . Some Other Time: The un-Present-able Iran". Camera Obscura. 15 (1): 163–191.
157. ↑  بهرامی و  ضابطیان، «جشنواره‌ها و سینمای امروز ایران»، ۱۳۳.
158. ↑  اسلامی، «با من «حرف» نزن»، ۹۲.